# Opération New Dawn

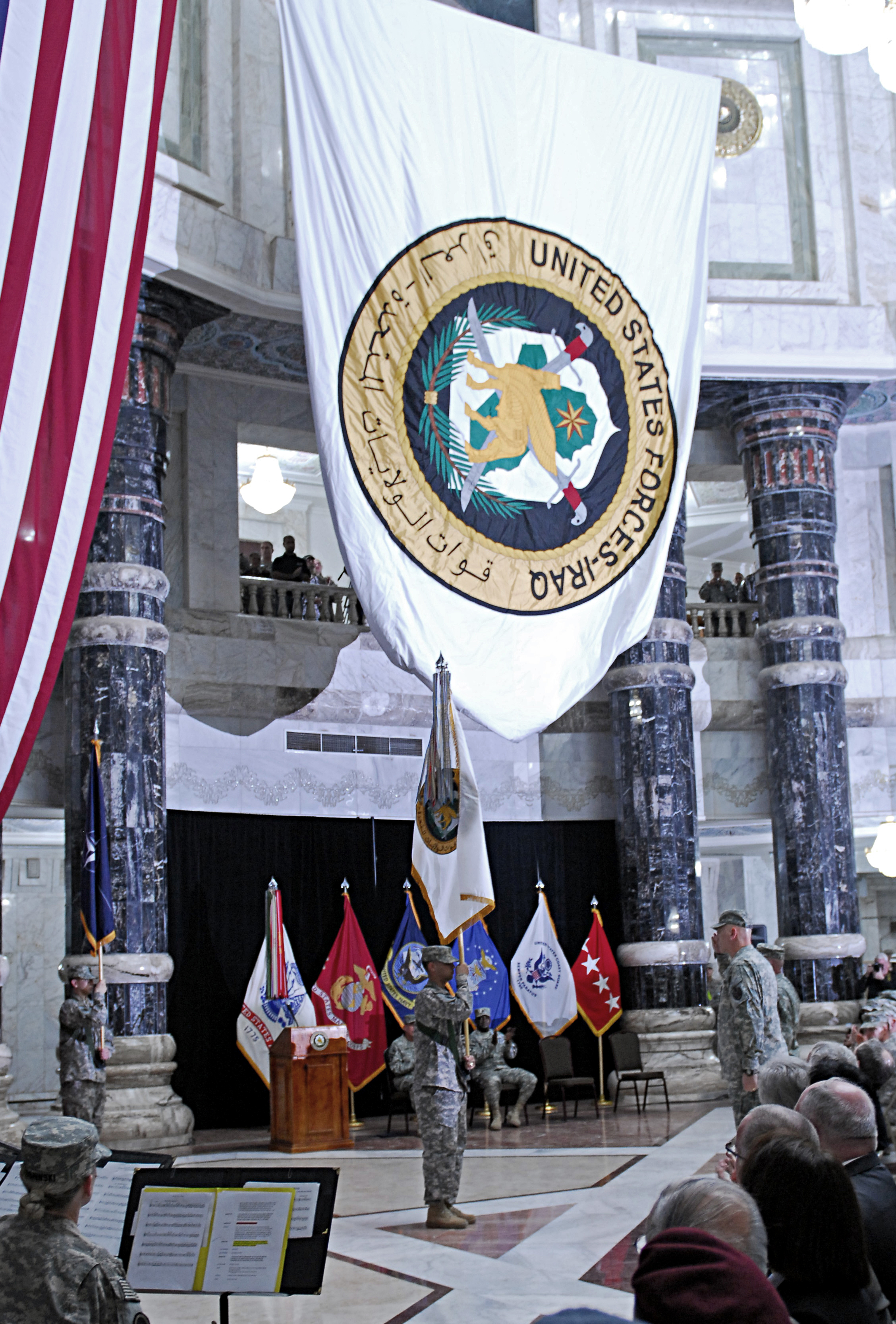
Cérémonie d'activation de la United States Forces – Iraq le 1er janvier 2010.

L’opération New Dawn (opération Aube nouvelle) est une opération de stabilisation durant la guerre d'Irak commencée le 1er septembre 2010 avec le départ de la dernière brigade de combat de l’US Army le 19 août 2010 marquant ainsi la fin de l’opération liberté irakienne, commencée le 20 mars 2003. 
Les 50 000 militaires américains encore déployés à cette date dans la Forces américaines – Irak (en) (USF-I) dans 92 bases sont chargés de continuer à entraîner et conseiller les 650 000 personnels des forces de sécurité irakienne, de soutenir la lutte contre le terrorisme et d’assurer la sécurité des diplomates et civils américains travaillant à la reconstruction du pays et ce jusqu’au 15 décembre 2011, date officielle de la fin de la mission en Irak. Les dernières troupes se retirent le 18 décembre 2011.

## Pertes de l'USF-I
Du 1er septembre 2010 au 19 décembre 2011, on dénombre 68 militaires américains morts durant cette mission dont 39 au combat.